# 구미 매학정
구미 매학정(龜尾 梅鶴亭)은 대한민국 경상북도 구미시 고아읍 예강리에 있는, 초성이라 불리는 고산 황기로의 유적이다. 1974년 12월 10일 경상북도의 기념물 제16호로 지정되었다.

## 개요
매학정은 초성이라 불리는 고산 황기로의 유적이다.
황기로는 이곳에서 자연을 벗삼아 서예를 즐겼으며, 진사시험에 합격했으나 벼슬길을 버리고 은둔하면서 학문에 임했다고 한다. 특히 초서를 잘 써서 초성(草聖)이라 불릴 정도의 명필가였다.
중종 28년(1533)에 처음 지어진 이곳은 본래 황기로의 할아버지인 상정공 황필의 휴양지였으나, 할아버지의 뜻을 받들어 정자를 다시 짓고 매학정이라 하여 서재로 사용하였다. 뒤에 그의의 사위인 옥산 이우의 소유가 되었다가, 임진왜란(1592) 때와 철종 13년(1862)의 2차례에 걸쳐 화재로 타 버린 것을 다시 지어 현재에 이르고 있으며, 1970년 전면 보수하였다.

## 같이 보기
- 황기로

## 참고 문헌
- 매학정일원 - 국가유산청 국가유산포털